# Società Atletica Basket Massagno
La SAM Basket Massagno è una Società di Basket con sede a Massagno in Ticino e disputa la Swiss Basketball League, il campionato di massima divisione in Svizzera. Per ragioni di sponsorizzazione, è nota come Spinelli Massagno.

## Storia

### La fondazione e i primi anni
La SAM Basket Massagno nasce nel 1964, quando un gruppo di ragazzi decide di fondare, sotto l’ala della SAM Atletica, una squadra di pallacanestro. Scritta bianca su sfondo blu. È questa la prima divisa della SAM Basket ed il campionato si chiama Lega Cantonale. Non esiste ancora la Seconda e la Terza Lega. C’è la Lega Nazionale A, che si gioca a livello nazionale e poi c’è la Lega Cantonale. Dopo soli due anni di Lega Cantonale, nel 1966, la SAM Basket ottiene la sua prima promozione in Lega Nazionale A.

### Il ritiro della squadra e l'inizio di una nuova era
Nonostante la promozione in LNAM, viste le ristrettezze economiche, la stagione successiva la SAM Basket decide di ripartire dal suo settore giovanile, rinunciando alla massima serie.
La prima squadra ad essere assemblata sono gli Juniores. È la passione per la palla a spicchi a muovere questo gruppo di ragazzi e la voglia di regalare anche a Massagno una squadra di basket. La Pallacanestro di quei tempi, come tanti altri sport, è un semplice passatempo che riunisce a fine giornata un gruppo di ragazzi al campetto, nella fattispecie quello esterno delle Scuole Medie di Massagno, dove la squadra si allena e gioca le partite di campionato.
Circa un decennio più tardi, nella stagione 1976-77, la SAM Basket ritorna nella Lega Cantonale (Seconda Lega di oggi) e in quella successiva ottiene la promozione in Prima Lega. L'impatto con la Prima Lega è più che positivo e alla fine della stagione 1979-80 la SAM chiude al 2º posto in classifica, così come in quella successiva.

### L'era Isotta e la scalata verso la massima serie
Dopo tre anni di Prima Lega, con la stagione 1981-82 arriva subito la promozione in Lega Nazionale B e dalla stagione 1982-83 la SAM Basket abbraccia anche il suo primo presidente: Carlo Isotta.
Con Isotta alla guida della Società, la squadra vive sei anni di apprendistato in Lega Nazionale B, conditi con una incredibile stagione 1984-85 dove raggiunge le semifinali di Coppa Svizzera eliminando ben due squadre di LNA (Sion e Vernier) e vincendo il campionato di LNB con conseguente promozione in Lega Nazionale A.

### Gli incredibili anni di coach Renato Carettoni
Nella massima serie la SAM Basket troverà anche Renato Carettoni, uno dei personaggi capaci di scrivere diverse pagine di storia della Società massagnese. Con Carrettoni allenatore (7 stagioni, dalla 1986-87 alla 1992-93 compresa) la Massagno raggiunge anche la finale di Coppa Svizzera (1991-92), dove deve però arrendersi al Pully.

### La nuova era SAM Basket e l'arrivo di Regazzi
Con l’inizio degli anni novanta Carlo Isotta lascia la presidenza ad Andrea Ferrari, il quale raccoglie il testimone che passerà a sua volta a Luigi Bruschetti con l’inizio della stagione 1993-94, momento in cui la SAM Basket sarà costretta a ritirare la squadra dalla LNA per ripartire dalla Prima Lega.
È con l’inizio della presidenza Bruschetti che si apre la storia recente della Società. Nel 1994-95 la SAM conquista la Seconda Lega e dalla stagione 1995-96 trova la sua collocazione in Prima Lega.
Ci vogliono più di dieci anni, ma al termine della stagione 2007-08, dopo aver perso la stagione precedente la finale contro la SAV Vacallo, la SAM Basket trionfa finalmente in finale di campionato contro il Vernier e riabbraccia la massima divisione. È coach Fabrizio Rezzonico a regalare la Lega Nazionale A alla squadra della collina. 
Dal 2008 ad oggi Massagno è sempre rimasta in LNAM (divenuta poi Swiss Basketball League) ed ha raggiunto la finale di Coppa Svizzera nel 2013, sfiorando l’exploit contro l’Union Neuchâtel.
Nella stagione 2017-18 la SAM Basket Massagno ha raggiunto la semifinale di SBL Cup, perdendo di un solo punto contro il Fribourg Olympic, vincitore di Coppa Svizzera, Campionato e SBL Cup nello stesso anno. Dopo aver ottenuto il miglior piazzamento di sempre in campionato (4°), la squadra allenata da Robbi Gubitosa è stata eliminata ai Playoffs ai quarti di finale dall'Union Nechâtel Basket.
Il 28 novembre 2019 Fabio Regazzi diventa il nuovo presidente della SAM. Nello staff societario è presente anche 'Ciccio' Grigioni, volto storico del bsket continentale. 
Nella stagione 2022-2023 la squadra si aggiudica la SBL Cup, raggiunge la finale di Coppa Svizzera e si laurea vicecampione nazionale. Qualche mese dopo, a settembre 23, conquista la SuperCoppa contro il Friborgo.

### Il torneo Internazionale
Il club organizza il Sam Basket International Youth Tournament. Il torneo è in occasione delle celebrazioni dei 40 anni della società ed è rivolto alle categorie U16 e U14. Tra le squadre vincitrici del torneo anche il Real Madrid Basket,  la Stella Rossa di Belgrado e la Fortitudo Bologna che si aggiudicò la prima edizione del 2004.

## Roster 2023-2024
| Spinelli Massagno 2023-24 | Spinelli Massagno 2023-24 |
| Giocatori                 | Staff tecnico             |
| ------------------------- | ------------------------- |

| N. | Naz.                                    | Ruolo | Nome                               | Anno | Alt.   | Peso |  |
| -- | --------------------------------------- | ----- | ---------------------------------- | ---- | ------ | ---- |  |
| 1  | Stati Uniti (bandiera)                  | A     | Isaiah Williams                    | 1992 | 201 cm |      |  |
| 4  | Stati Uniti (bandiera)                  | GA    | T.J. Dunans                        | 1992 | 196 cm |      |  |
| 5  | Svizzera (bandiera) · Italia (bandiera) | P     | Alexander Martino                  | 1998 | 183 cm |      |  |
| 7  | Svizzera (bandiera) · Serbia (bandiera) | AG    | Marko Mlađan (C)                   | 1993 | 205 cm |      |  |
| 9  | Svizzera (bandiera)                     | GA    | Eric Koludrovic                    | 1999 | 193 cm |      |  |
| 10 | Svizzera (bandiera)                     | AP    | Florian Steinmann                  | 1991 | 197 cm |      |  |
| 11 | Svizzera (bandiera) · Serbia (bandiera) | AP    | Dušan Mlađan                       | 1986 | 198 cm |      |  |
| 17 | Svizzera (bandiera)                     | AG    | Brunelle Tutonda                   | 1989 | 201 cm |      |  |
| 21 | Svizzera (bandiera)                     | P     | Yuri Solcà                         | 2000 | 188 cm |      |  |
| 23 | Stati Uniti (bandiera)                  | AC    | Kevin Langford                     | 1985 | 204 cm |      |  |
| 30 | Svizzera (bandiera)                     | A     | Ivan Tanackovic                    | 2003 | 196 cm |      |  |
| 33 | Stati Uniti (bandiera)                  | C     | Keith Clanton                      | 1990 | 206 cm |      |  |
| -  | Stati Uniti (bandiera)                  | GA    | Marquis Addison dal 2 gennaio 2024 | 1995 | 191 cm |      |  |

| Allenatore                                                                                    |
| - Robbi Gubitosa                                                                              |
| Assistente/i                                                                                  |
| - Salvatore Cabibbo - Uros Slokar Legenda - (C) Capitano - (IN) Inattivo - Infortunato Roster |

## Palmarès
- Lega Nazionale B: 2

1984-85, 2007-08
- Coppa di Lega: 1

2023
- Supercoppa di Svizzera: 1

2023

## Cestisti
- Brody Angley
- Jules Aw
- Clint Chapman
- John Ebeling
- Dan Fitzgerald
- Chris Grimm
- John Hatch
- Sam Hines
- Miloš Janković
- Gerald Kazanowski
- Roberto Kovac
- Steve Malovic
- Slobodan Miljanić
- Dušan Mlađan
- Marko Mlađan
- Eli Pasquale
- Justin Roberson
- Uroš Slokar
- Gary Stich

## Allenatori
- 1972-1992:  Renato Carettoni
- 1992-1993:  Tom Scheffler
- 1993-1994:  Fabrizio Rezzonico
- 2001-2004:  Lucio Bracelli
- 2004-2007:  Franco Facchinetti
- 2007-2009:  Fabrizio Rezzonico
- 2009-2010:  Massimo Aiolfi
- 2010-2011:  Franco Facchinetti
- 2011-2012:  Milutin Nikolić
- 2012-2016:  Robbi Gubitosa
- 2016-2017:  Renato Pasquali
- 2017-2024:  Robbi Gubitosa
- 2024-2025:  Salvatore Cabibbo
- 2025-:  Alain Attalah